# Sigmatomera pictipennis
Sigmatomera pictipennis är en tvåvingeart som beskrevs av Alexander 1937. Sigmatomera pictipennis ingår i släktet Sigmatomera och familjen småharkrankar. Inga underarter finns listade i Catalogue of Life.